# 比利亞伊夫卡區

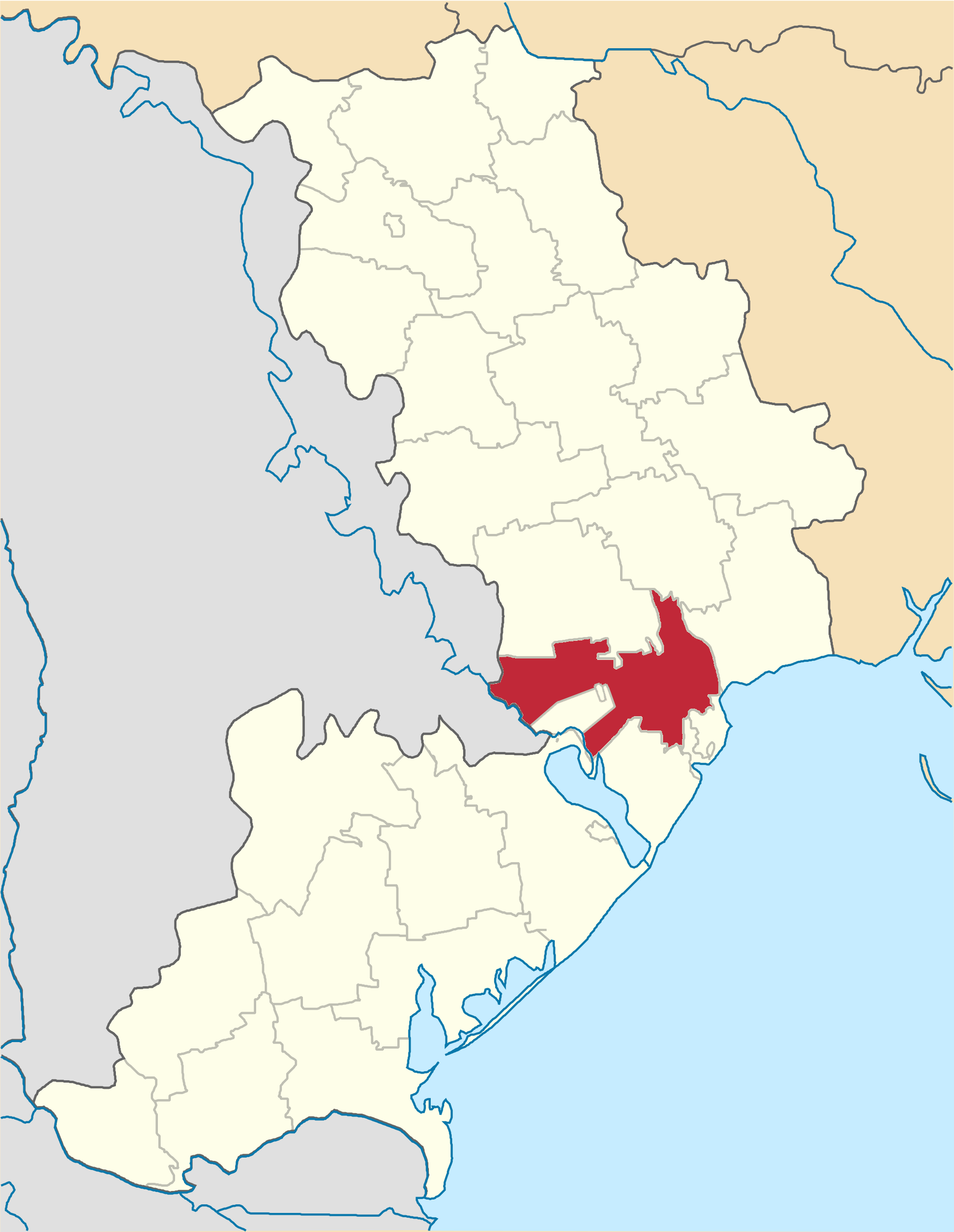
撤销前比利亞伊夫卡區在敖德萨州的位置

46°32′N 30°15′E / 46.533°N 30.250°E
比利亞伊夫卡區（烏克蘭語：Біляївський район），曾是烏克蘭西南部敖德薩州的一個區，首府設於比利亞伊夫卡；原面積1,496平方公里，2013年人口93,134人，人口密度每平方公里62.26人。该区在2020年7月18日的乌克兰行政区划改革中被撤销，改革后敖德萨州下分为7个区，其中比利亞伊夫卡區合并至敖德萨区。